# داريو روميرو
داريو روميرو (بالإنجليزية: Dario Romero)‏ هو لاعب كرة قدم أمريكية أمريكي، ولد في 13 أبريل 1978 في سبوكين في الولايات المتحدة.